# Doriano Kortstam
Doriano Kortstam (Roterdã, 7 de julho de 1994) é um futebolista profissional curaçauense que atua como defensor.

## Carreira
Doriano Kortstam integrou a Seleção Curaçauense de Futebol na Copa Ouro da CONCACAF de 2017.